# Marpissa radiata
Espèce
Synonymes
- Salticus promptus Blackwall, 1854
- Salticus blackwallii Clark, 1855
- Attus radiatus Grube, 1859
- Attus strigipes Westring, 1861
- Dendryphantes pratensis Taczanowski, 1867

Marpissa radiata est une espèce d'araignées aranéomorphes de la famille des Salticidae.

## Distribution
Cette espèce se rencontre en zone paléarctique.

## Galerie

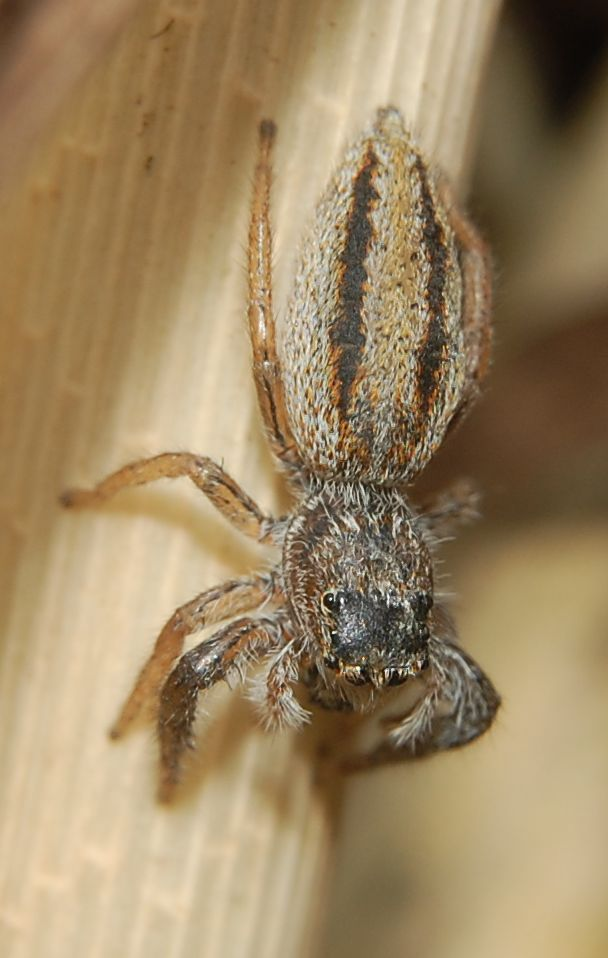
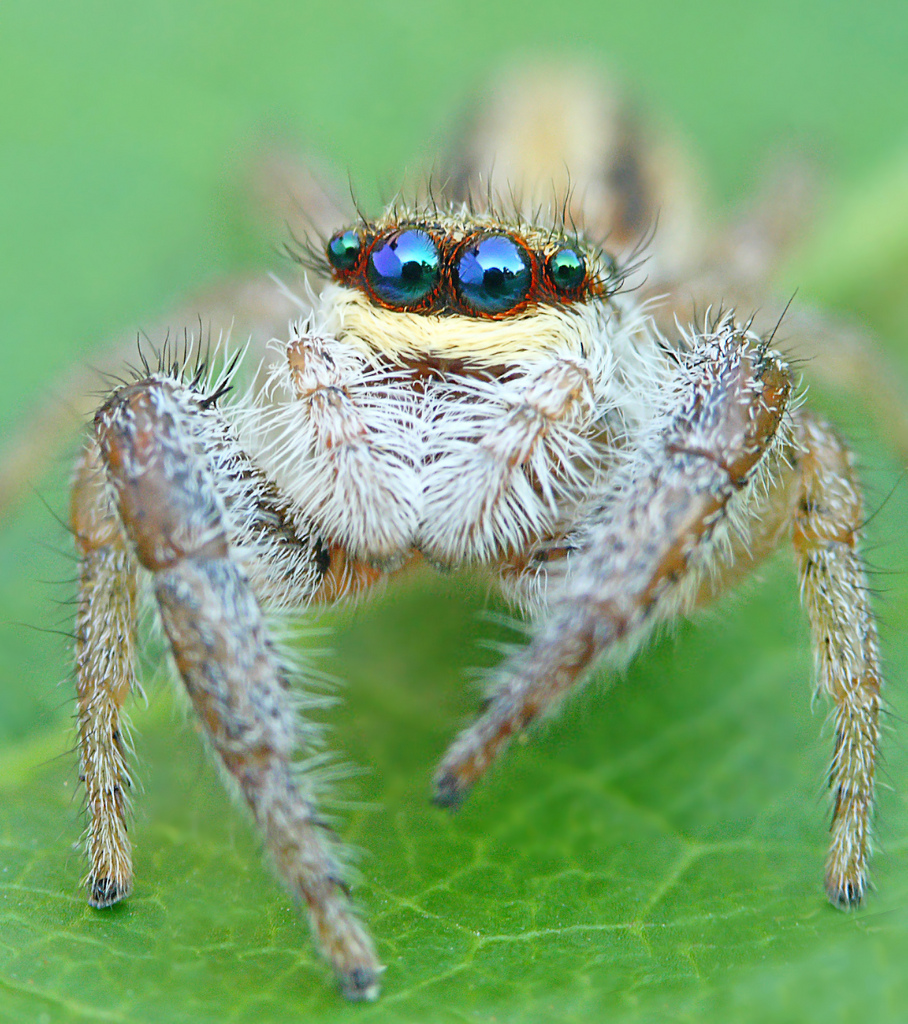
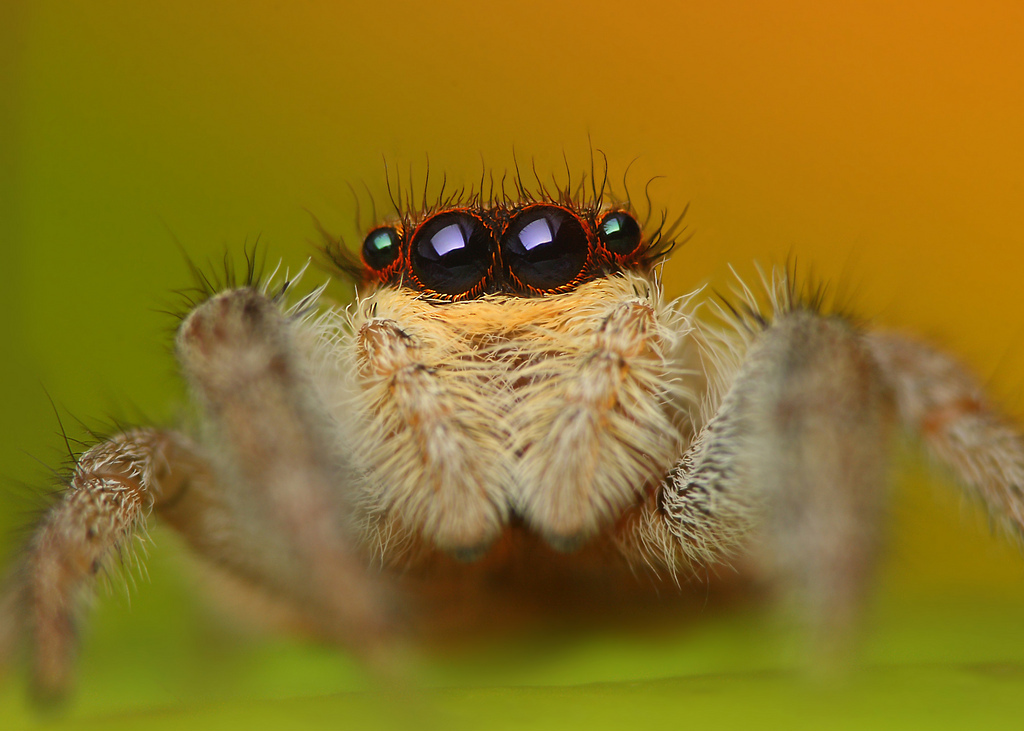
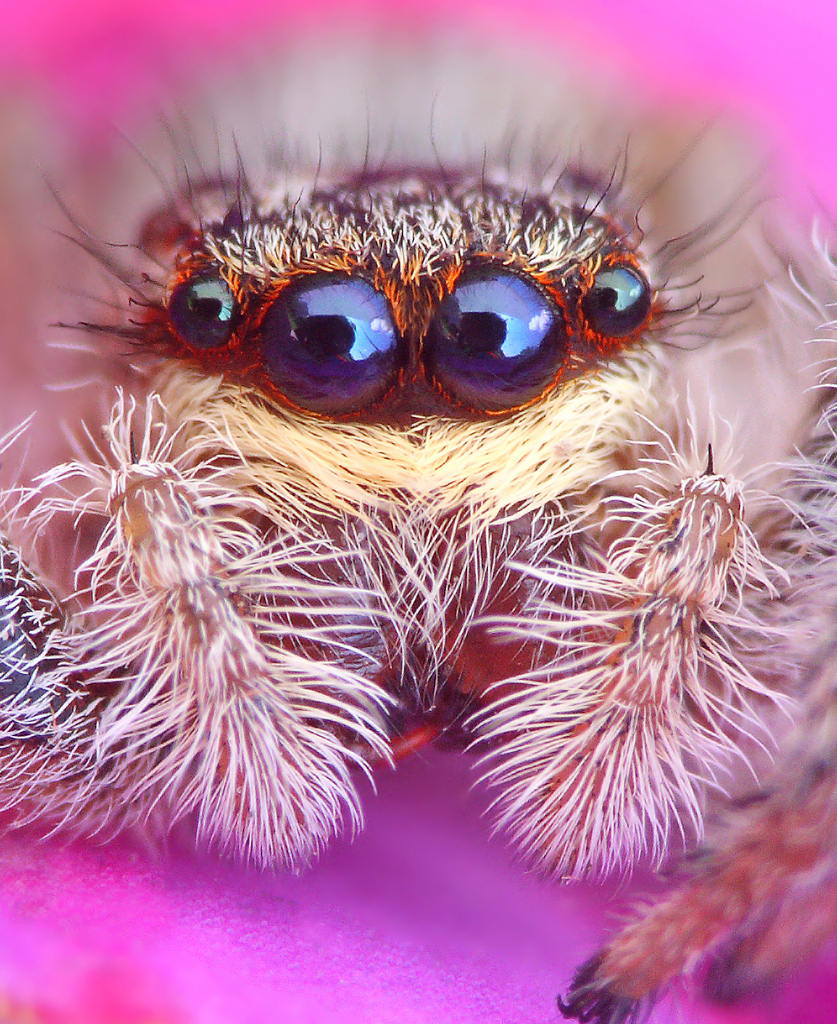
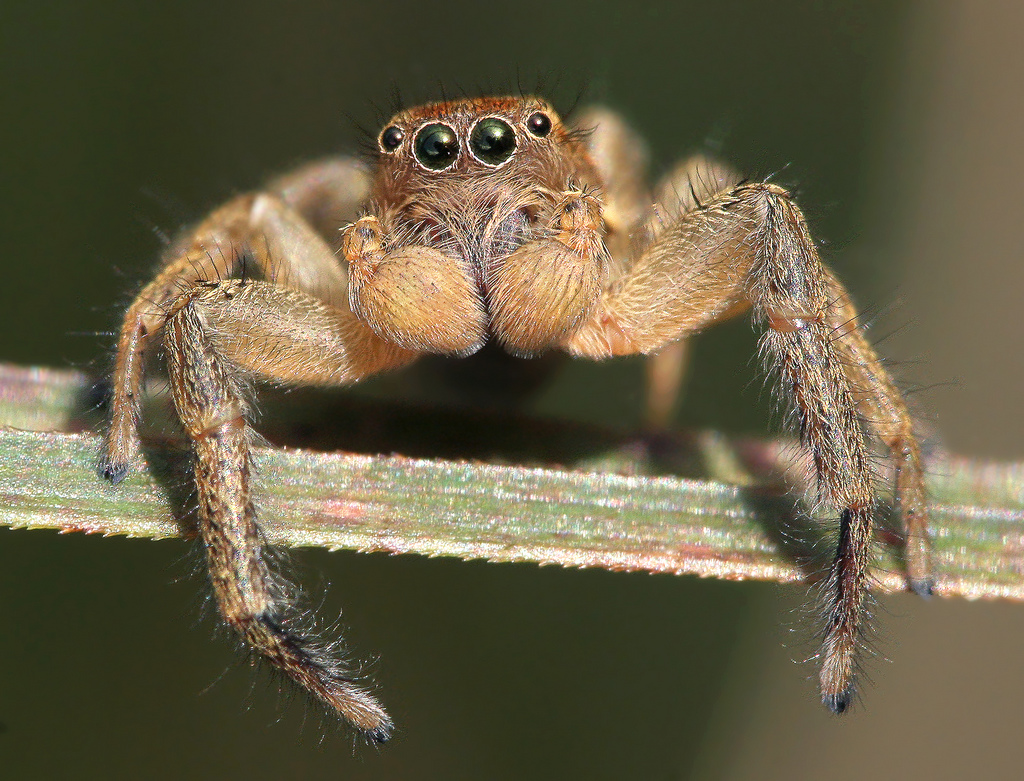

## Description
Les mâles mesurent de 6 à 7 mm et les femelles de 6,1 à 9,3 mm.

## Publication originale
- Grube, 1859 : Verzeichniss der Arachnoiden Liv., Kur und Ehstlands. Archiv für die Naturkunde Liv Ehst und Kurlands, vol. 1, p. 415-486.